# Mojo Records
Mojo Records fue una compañía discográfica estadounidense fundada en 1995 por el productor Jay Rifkin. Se convirtió en una empresa conjunta con Universal Music Group en 1996 y más adelante fue vendida al grupo Zomba en 2001, quienes la fusionaron con su subsidiaria Jive Records. La discográfica ha permanecido prácticamente inactiva desde que Zomba fue adquirida y reestructurada por BMG en 2003, a excepción de algunos lanzamientos de material anterior.

## Artistas y álbumes
- Admiral Twin (rock alternativo)
  - Mock Heroic (2000)
- Amorphis
  - Far from the Sun (2003)
- Cherry Poppin' Daddies (rock/ska/swing)
  - Zoot Suit Riot (1997)
  - Soul Caddy (2000)
- The Ernies (rock alternativo/ska punk)
  - Meson Ray (1999)
- Factory 81 (nu metal)
  - Mankind (1999)
- Goldfinger (ska punk/pop punk)[3]
  - Goldfinger (1996)
  - Stomping Ground (2000)
  - Foot in Mouth (2001)
  - Open Your Eyes (2002)
  - Best of Goldfinger (2005)
- Limp Bizkit (nu metal)
- Pilfers (ska/rock)
  - Chawalaleng (1999)
- Plastiscene (britpop/rock)
  - Plastiscene EP (1997)
  - Seeing Stars (1998)
- Reel Big Fish (ska punk)[4]
  - Turn the Radio Off (1996)
  - Why Do They Rock So Hard? (1998)
  - Cheer Up! (2002)
  - Favorite Noise (2002)
  - We're Not Happy 'Til You're Not Happy (2005)
- Weston (pop punk)
  - The Massed Albert Sounds (2000)
- White Hot Odyssey (glam rock)
  - White Hot Odyssey (2004)